# Pfyn
Pfyn är en ort och kommun i distriktet Frauenfeld i kantonen Thurgau, Schweiz. Kommunen har 2 270 invånare (2023).
I kommunen finns även byn Dettighofen.